# Oscarsgalan 1942
Oscarsgalan 1942 som hölls 26 februari 1942 var den 14:e upplagan av Oscarsgalan där det prestigefyllda amerikanska filmpriset Oscar delades ut till filmer som kom ut under 1941.

## Vinnare och nominerade
Vinnarna listas i fetstil.
| Enastående spelfilm | Bästa regi |
| --- | --- |

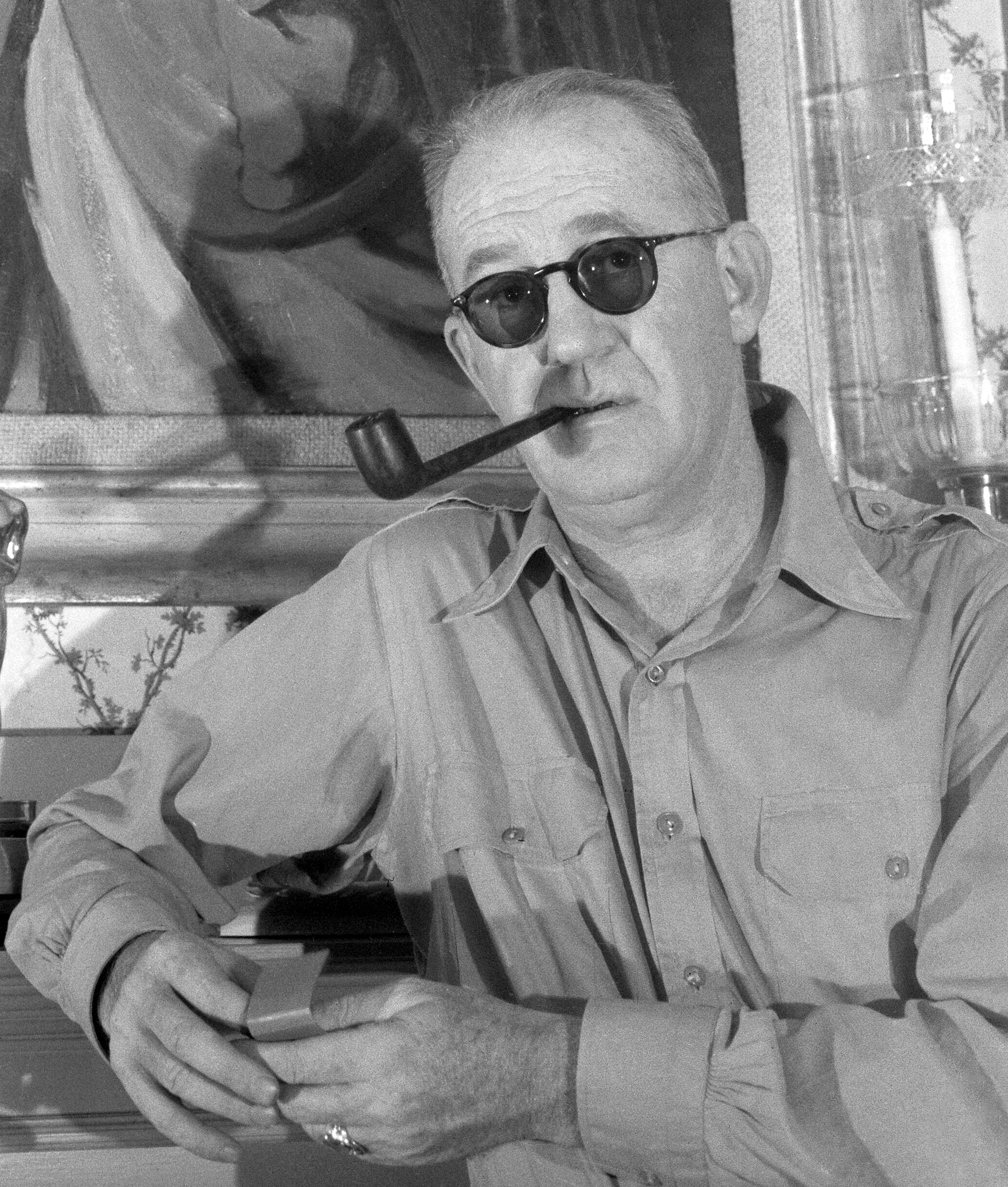
John Ford
Bästa regi

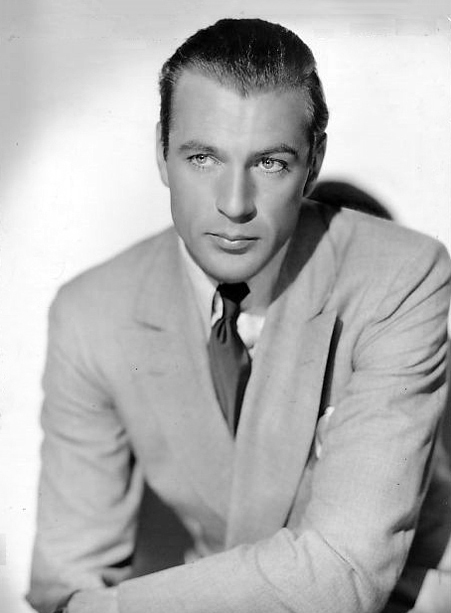
Gary Cooper
Bästa manliga huvudroll

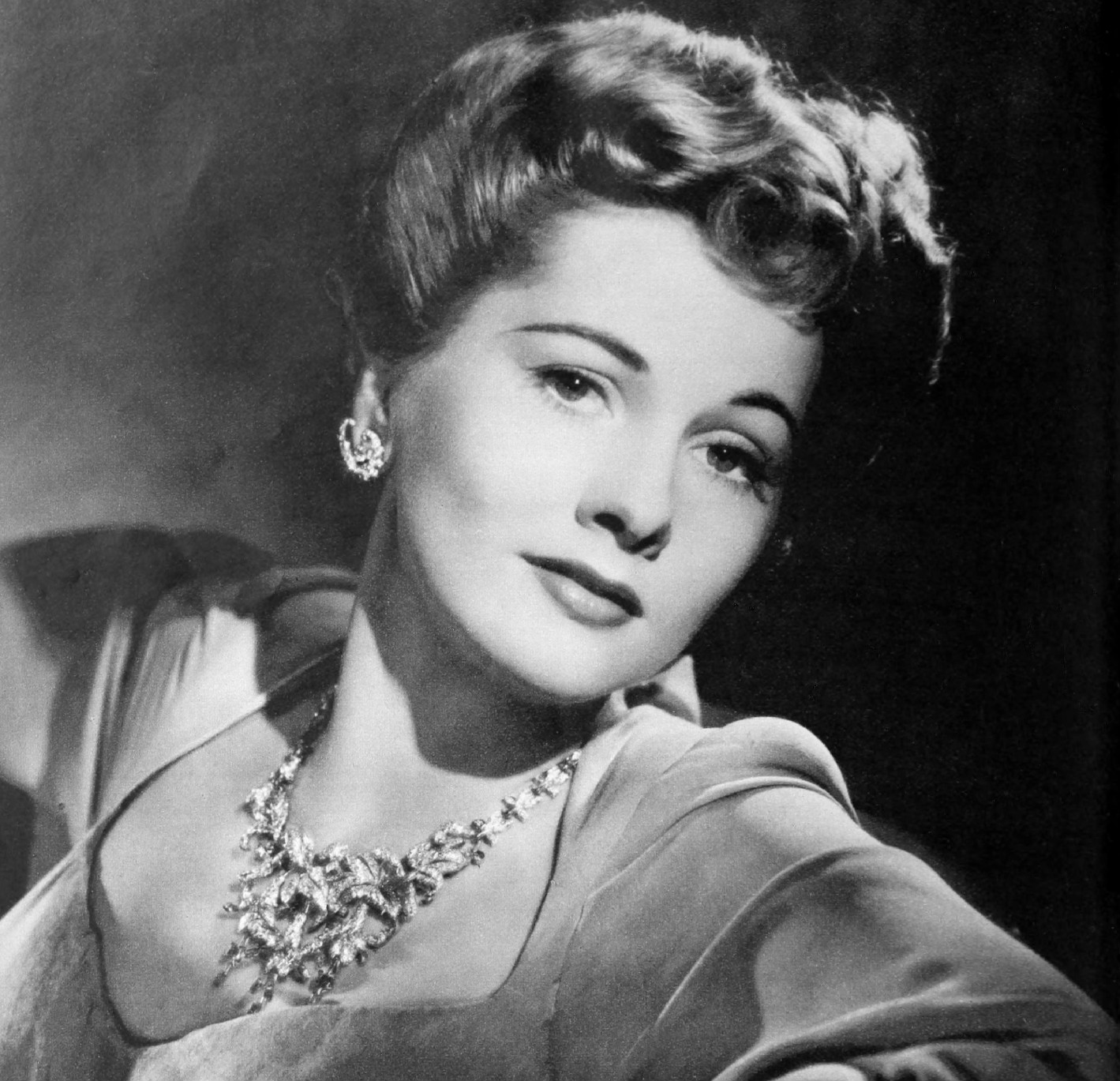
Joan Fontaine
Bästa kvinnliga huvudroll

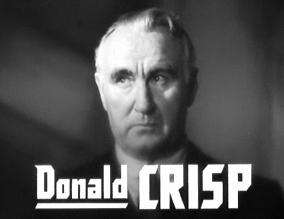
Donald Crisp
Bästa manliga biroll

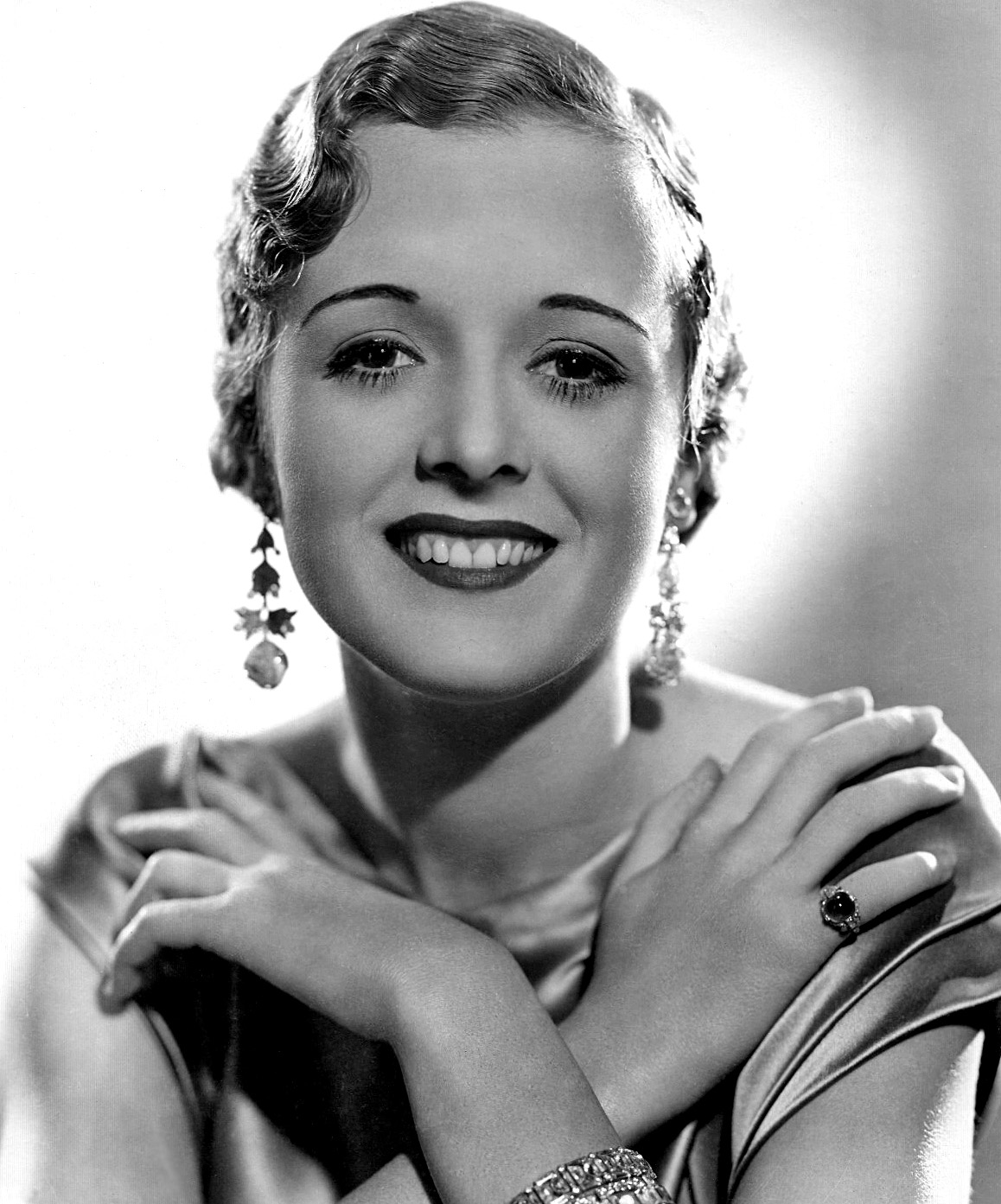
Mary Astor
Bästa kvinnliga biroll

| - Jag minns min gröna dal - Blommor i skugga - En sensation - Min ande på villovägar - Natten är så kort... - Kvinnan utan nåd - Riddarfalken från Malta - En bit av himlen - Sergeant York - Illdåd planeras? | - John Ford – Jag minns min gröna dal - Alexander Hall – Min ande på villovägar - Howard Hawks – Sergeant York - Orson Welles – En sensation - William Wyler – Kvinnan utan nåd |
| Bästa manliga huvudroll | Bästa kvinnliga huvudroll |
| - Gary Cooper – Sergeant York - Cary Grant – Första gången jag såg dej... - Walter Huston – Inled oss icke i frestelse - Robert Montgomery – Min ande på villovägar - Orson Welles – En sensation | - Joan Fontaine – Illdåd planeras? - Bette Davis – Kvinnan utan nåd - Olivia de Havilland – Natten är så kort... - Greer Garson – Blommor i skugga - Barbara Stanwyck – Jag stannar över natten |
| Bästa manliga biroll | Bästa kvinnliga biroll |
| - Donald Crisp – Jag minns min gröna dal - Walter Brennan – Sergeant York - Charles Coburn – Hemliga Higgins - James Gleason – Min ande på villovägar - Sydney Greenstreet – Riddarfalken från Malta | - Mary Astor – Den stora lögnen - Sara Allgood – Jag minns min gröna dal - Patricia Collinge – Kvinnan utan nåd - Teresa Wright – Kvinnan utan nåd - Margaret Wycherly – Sergeant York |
| Bästa originalmanus | Bästa manus efter förlaga |
| - En sensation – Herman J. Mankiewicz och Orson Welles - Hemliga Higgins – Norman Krasna - Sergeant York – Harry Chandlee, Abem Finkel, John Huston och Howard Koch - Tall, Dark and Handsome – Karl Tunberg och Darrell Ware - Om tycke uppstår... – Paul Jarrico | - Min ande på villovägar – Sidney Buchman och Seton I. Miller - Natten är så kort... – Charles Brackett och Billy Wilder - Jag minns min gröna dal – Philip Dunne - Kvinnan utan nåd – Lillian Hellman - Riddarfalken från Malta – John Huston |
| Bästa berättelse | Bästa kortfilmsdokumentär |
| - Min ande på villovägar – Harry Segall - Jag stannar över natten – Thomas Monroe och Billy Wilder - Kvinnan Eva – Monckton Hoffe - Vi behöver varann – Richard Connell och Robert Presnell Sr. - Nattexpress – Gordon Wellesley | - Churchill's Island – National Film Board of Canada - A Place to Live – Philadelphia Housing Association - Russian Soil – Amkino Corporation - Adventure in the Bronx – Film Assocs. - Bomber – U.S. Office for Emergency Management Film Unit - Christmas Under Fire – British Ministry of Information - A Letter From Home – British Ministry of Information - Life of a Thoroughbred – 20th Century-Fox - Norway in Revolt – March of Time - Soldiers of the Sky – 20th Century-Fox - War Clouds in the Pacific – National Film Board of Canada                                       |
| Bästa kortfilm (Enaktare) | Bästa kortfilm (Tvåaktare) |
| - Of Pups and Puzzles – M-G-M - Army Champions – Pete Smith - Beauty and the Beach – Paramount - Speaking of Animals Down on the Farm – Paramount - Forty Boys and a Song – Warner Bros. - Kings of the Turf – Warner Bros. - Sagebrush and Silver – 20th Century-Fox | - Main Street on the March! – M-G-M - Alive in the Deep – Woodard Productions Inc. - Forbidden Passage – M-G-M - The Gay Parisian – Warner Bros. - The Tanks Are Coming – Warner Bros. |
| Bästa animerade kortfilm | |
| - Plutos goda samvete – Walt Disney - Boogie Woogie Bugle Boy of Company 'B' – Walter Lantz - Hiawatha's Rabbit Hunt – Leon Schlesinger - How War Came – Columbia - The Night Before Christmas – M-G-M - Konsert i tre byggsatser – Leon Schlesinger - The Rookie Bear – M-G-M - Rhythm in the Ranks – George Pal - Superman – Paramount - Kalle Anka som moralens väktare – Walt Disney | |
| Bästa filmmusik (Drama) | Bästa filmmusik (Musikal) |
| - Inled oss icke i frestelse – Bernard Herrmann - Kärlekens bakgata – Frank Skinner - Jag stannar över natten – Alfred Newman - Farväl Miss Bishop – Edward Ward - En sensation – Bernard Herrmann - Dr. Jekyll och Mr. Hyde – Franz Waxman - Natten är så kort... – Victor Young - Jag minns min gröna dal – Alfred Newman - King of the Zombies – Edward J. Kay - Skuggornas hus – Morris Stoloff och Ernst Toch - Kvinnan utan nåd – Meredith Willson - Jag glömmer dig aldrig – Miklós Rózsa - Mercy Island – Cy Feuer och Walter Scharf - Sergeant York – Max Steiner - Folket utan fosterland – Louis Gruenberg - Natt över öknen – Miklós Rózsa - Illdåd planeras? – Franz Waxman - Tanks a Million – Edward Ward - Korsdrag i paradiset – Werner R. Heymann - Det stora äventyret – Richard Hageman                          | - Dumbo – Frank Churchill och Oliver Wallace - All-American Co-Ed – Edward Ward - Swingens födelse – Robert Emmett Dolan - Kompaniets olycksfåglar – Charles Previn - Min hjälte – Herbert Stothart och Bronislau Kaper - Skridskoprinsessan – Cy Feuer - Rivaler på galej – Heinz Roemheld - Glädjens serenad – Emil Newman - Cirkusprinsessan – Anthony Collins - Bröllopsdansen – Morris Stoloff |
| Bästa sång | Bästa ljudinspelning |
| - "The Last Time I Saw Paris" från Lätt på foten – Musik av Jerome Kern; Text av Oscar Hammerstein II - "Baby Mine" från Dumbo – Musik av Frank Churchill; Text av Ned Washington - "Be Honest with Me" från Ridin' on a Rainbow – Musik och Text av Gene Autry och Fred Rose - "Blues in the Night" från Blues in the Night – Musik av Harold Arlen; Text av Johnny Mercer - "Boogie Woogie Bugle Boy" från Kompaniets olycksfåglar – Musik av Hugh Prince; Text av Don Raye - "Chattanooga Choo Choo" från Glädjens serenad – Musik av Harry Warren; Text av Mack Gordon - "Dolores" från Las Vegas Nights – Musik av Louis Alter; Text av Frank Loesser - "Out of the Silence" från All-American Co-Ed – Musik och Text av Lloyd B. Norlin - "Since I Kissed My Baby Goodbye" från Bröllopsdansen – Musik och Text av Cole Porter | - Lady Hamilton – Jack Whitney - Handen på hjärtat – Bernard B. Brown - Jag stannar över natten – Thomas T. Moulton - Min hjälte – Douglas Shearer - En sensation – John Aalberg - The Devil Pays Off – Charles L. Lootens - Jag minns min gröna dal – Edmund H. Hansen - Dansen är mitt liv – John P. Livadary - Sergeant York – Nathan Levinson - Lärkan i skyn – Loren L. Ryder - En förbryllande natt – Elmer Raguse |
| Bästa scenografi (Svartvitt) | Bästa scenografi (Färg) |
| - Jag minns min gröna dal – Richard Day, Nathan Juran och Thomas Little - En sensation – Perry Ferguson, Van Nest Polglase, A. Roland Fields och Darrell Silvera - Farlig kvinna – Martin Obzina, Jack Otterson och Russell A. Gausman - Natten är så kort... – Hans Dreier, Robert Usher och Sam Comer - Skuggornas hus – Lionel Banks och George Montgomery - Kvinnan utan nåd – Stephen Goosson och Howard Bristol - Sergeant York – John Hughes och Fred M. MacLean - Monte Christos son – John DuCasse Schulze och Edward G. Boyle - Natt över öknen – Alexander Golitzen och Richard Irvine - Lady Hamilton – Vincent Korda och Julia Heron - När kvinnor älska – Cedric Gibbons, Randall Duell och Edwin B. Willis - Oskulden från landet – Nominering tillbakadragen                                                         | - Blommor i skugga – Cedric Gibbons, Urie McCleary och Edwin B. Willis - Blod och sand – Richard Day, Joseph C. Wright och Thomas Little - Oh, Louisiana – Raoul Pene Du Bois och Stephen Seymour |
| Bästa foto (Svartvitt) | Bästa foto (Färg) |
| - Jag minns min gröna dal – Arthur C. Miller - Min hjälte – Karl Freund - En sensation – Gregg Toland - Dr. Jekyll och Mr. Hyde – Joseph Ruttenberg - Min ande på villovägar – Joseph Walker - Natten är så kort... – Leo Tover - Sergeant York – Sol Polito - Glädjens serenad – Edward Cronjager - Natt över öknen – Charles Lang - Lady Hamilton – Rudolph Maté | - Blod och sand – Ernest Palmer och Ray Rennahan - Aloma - danserskan – Wilfred M. Cline, Karl Struss och William E. Snyder - Efterlyst! – William V. Skall och Leonard Smith - Blommor i skugga – Karl Freund och W. Howard Greene - Vingar ovan molnen – Bert Glennon - Oh, Louisiana – Harry Hallenberger och Ray Rennahan |
| Bästa klippning | Bästa specialeffekter |
| - Sergeant York – William Holmes - En sensation – Robert Wise - Dr. Jekyll och Mr. Hyde – Harold F. Kress - Jag minns min gröna dal – James B. Clark - Kvinnan utan nåd – Daniel Mandell | - Jag vill ha vingar – Farciot Edouart, Gordon Jennings och Louis Mesenkop - Aloma - danserskan – Farciot Edouart, Gordon Jennings och Louis Mesenkop - Flygkommando – A. Arnold Gillespie och Douglas Shearer - Den osynliga kvinnan – John P. Fulton och John D. Hall - Varg-Larsen – Byron Haskin och Nathan Levinson - Lady Hamilton – Lawrence W. Butler och William A. Wilmarth - En förbryllande natt – Roy Seawright och Elmer Raguse - En yankee flyger till London – Fred Sersen och Edmund H. Hansen - Vingar ovan molnen – Byron Haskin och Nathan Levinson (diskvalificerad) |

### Hedersoscar
- Rey Scott för Kukan
- British Ministry of Information för Nattbombare
- Leopold Stokowski för Fantasia
- Walt Disney, William E. Garity, J.N.A. Hawkins och RCA Manufacturing Co. för Fantasia

### Irving G. Thalberg Memorial Award
- Walt Disney

### Filmer med flera nomineringar
- 11 nomineringar: Sergeant York
- 10 nomineringar: Jag minns min gröna dal
- 9 nomineringar: En sensation och Kvinnan utan nåd
- 7 nomineringar: Min ande på villovägar
- 6 nomineringar: Natten är så kort...
- 4 nomineringar: Blommor i skugga, Jag stannar över natten och Lady Hamilton
- 3 nomineringar: Riddarfalken från Malta, Illdåd planeras?, Natt över öknen, Min hjälte och Glädjens serenad
- 2 nomineringar: Inled oss icke i frestelse, Hemliga Higgins, Dr. Jekyll och Mr. Hyde, Skuggornas hus, Dumbo, All-American Co-Ed, Kompaniets olycksfåglar, Bröllopsdansen, En förbryllande natt, Blod och sand, Oh, Louisiana, Aloma - danserskan och Vingar ovan molnen

### Filmer med flera vinster
- 5 vinster: Jag minns min gröna dal
- 2 vinster: Min ande på villovägar, Sergeant York och Fantasia